# Зырянск
Зыря́нск — село в Прибайкальском районе Бурятии. Административный центр сельского поселения «Зырянское».

## География
Расположено на левом берегу реки Итанцы, по северной стороне региональной автодороги Р438 (Баргузинский тракт, 68-й км) в 13 км к северо-востоку от районного центра — села Турунтаево.

## История
Впервые упоминается в списке 1735 года Г. Ф. Миллера как деревня Зырянская. В советское время — центральная усадьба колхоза «Путь социализма».

## Население
| 2002 | 2010 |
| ---- | ---- |
| 634  | ↗661 |

## Инфраструктура
Администрация сельского поселения, средняя общеобразовательная школа, сельский клуб, почта, фельдшерский пункт.

## Экономика
Сельскохозяйственный кооператив, фермерские и подсобные хозяйства, лесозаготовки.